# Свято-Успенський кафедральний собор (Махачкала)
Свято-Успенський кафедральний собор у Махачкалі (Собор в ім'я ікони Успіння Пресвятої Богородиці) — головний та єдиний православний храм Махачкали з 1950-х років, коли 1952 року знесли собор Святого Олександра Невського (1891—1952 рр.), що розташовувався на площі Леніна, на місці нинішнього будинку Уряду Дагестану.
Є головним православним храмом Республіки Дагестан і кафедральним собором Махачкалинської єпархії РПЦ. Адреса — вул. Кадирова, 148.

## Історія створення
Перший храм на місці нинішнього був побудований ще 1890 року. Він був дерев'яним та побудований на кошти жителів пристанційного селища Петровськ-Кавказький (нині входить до складу Махачкали).
1905 року почалося зведення кам'яного храму, на будівництво якого сам імператор Микола II виділив 1000 рублів. Будівництво було закінчено через рік, 25 лютого 1906. Церква була освячена на честь ікони Іверської Божої матері — покровительки Кавказу.
Першим настоятелем храму був Афанасій Алібеков, він брав найактивнішу участь у будівництві храму, не лише збирав з парафіян гроші на будівництво, а й особисто стежив за роботою вірменських мулярів, що зводили стіни церкви.
Після революції церква була закрита, а в її приміщенні в різні роки розташовувалися склад та магазин. Богослужіння були відновлені лише 1943 року. У цей же рік її освятили на честь ікони Успіння Пресвятої Богородиці.
1969 року з благословення Патріарха Алексія I до церкви був переданий іконостас з церкви Святого Архангела Гавриїла (Меньшикова вежа), що розташована в Москві в Архангельському провулку. 1988 року будівлю церкви було взято під охорону держави як пам'ятку місцевого значення.

## Сучасний період
Нове життя храму почалася після 1990-х років. У зв'язку з відтоком російськомовного населення з Дагестану, спостерігається значне зменшення кількості парафіян. Однак храм почав оновлюватися. 2 червня 2000 храм отримує статус кафедрального. 2004 року для розширення площі собору до нього прилаштовується приділ, освячений на честь Святого Олександра Невського.
В 2005 за рішенням голови адміністрації Махачкали Саїда Амірова була розпочата реставрація храму. Заново розписані склепіння та стіни собору, відновлений іконостас. Внутрішній розпис храму здійснювали місцеві художники під керівництвом заслуженого художника Росії Абдулзагіра Мусаєва.
2012 року у зв'язку з утворенням самостійної Махачкалінськой єпархії, собор став кафедрою її єпископа Варлаама (Пономарьова).
Протягом більш як 30 років, до лютого 2013 року, настоятелем Свято-Успенського собору був протоієрей Микола Стенечкін. Він є автором форми іконостасу реставрованого храму і за роки свого служіння був ініціатором багатьох благих справ в житті храму та парафіян. У січні 2013 року архієпископ Зосима (Остапенко) вручив протоієрею Миколаю Стенечкіну архієрейську грамоту «За внесок у зміцнення Православ'я в Республіці Дагестан та багаторічне пастирське служіння».